# Хвалішев
Хвалішев (пол. Chwaliszew, нім. Chwalischew) — село в Польщі, у гміні Кротошин Кротошинського повіту Великопольського воєводства.
Населення — 968 осіб (2011).

## Демографія
Демографічна структура станом на 31 березня 2011 року:
|          | Загалом | Допрацездатний вік | Працездатний вік | Постпрацездатний вік |
| -------- | ------- | ------------------ | ---------------- | -------------------- |
| Чоловіки | 482     | 120                | 314              | 48                   |
| Жінки    | 486     | 111                | 273              | 102                  |
| Разом    | 968     | 231                | 587              | 150                  |